# Aleida March
Aleida March (née le 19 octobre 1936 dans la région de Santa Clara) est une personnalité cubaine connue pour avoir été la seconde épouse de Che Guevara avec lequel elle a eu quatre enfants :  Aleida Guevara March (1960), Camilo Guevara March (1962-2022), prénommé en l'honneur de son ami décédé Camilo Cienfuegos, Celia Guevara March (1963), à qui Guevara donne le prénom de sa mère, et Ernesto Guevara March (1965).
Elle préside le Centro de Estudios Che Guevara et détient les droits d'auteur de Che Guevara, comprenant certains textes inédits.
En mars 2008, elle est sortie de sa réserve pour présenter à La Havane un livre sur sa vie commune avec le « Che », à Cuba, entre 1959 et 1965, date à laquelle il a quitté l'île pour le Congo.
« Je n'ai jamais donné d'interviews à des journalistes, et je ne le ferai pas. Tout ce que j'ai à dire est écrit ici, dans ce livre » a-t-elle déclaré lors de la présentation de son récit intitulé Evocación.

## Galerie

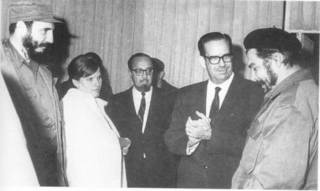
Aleida March, avec Fidel Castro, Carlos Rafael Rodriguez, Osvaldo Dorticós Torrado et Che Guevara.
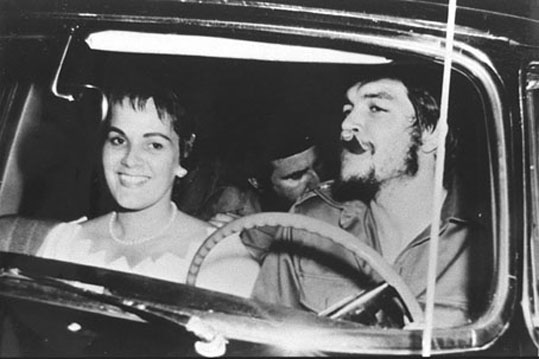
Aleida March et Che Guevara en 1961.

## Œuvres
- Evocación, Planeta Publishing Corporation, 270pp., 2008,  (ISBN 978-84-670-2733-4)